# Salmanaser I
Salmanaser I (Salmanu-asaredu) foi um rei da Assíria durante o Médio Império Assírio (1365–1050 a.C.), que entre 1 274 e 1 245 a.C. ou entre 1 265 e 1 235 a.C.. Era filho de Adadenirari I, a quem sucedeu no trono em 1 265 a.C.
Segundo seus anais, descobertos em Assur, em seu primeiro ano ele conquistou oito países no noroeste e destruiu a fortaleza de Arinnu, cujo pó ele trouxe para Assur. No segundo ano do seu reinado, ele derrotou Satuara I, rei de Hanigalbate (Mitani), e seus aliados hititas e Alamu. Ele incorporou os restos do reino Mitani como parte de uma das províncias assírias. Salmanaser, também afirmou ter cegado 14 400 prisioneiros inimigos em um olho. Ele foi um dos primeiros reis assírios que sabidamente deportaram seus inimigos derrotados para várias terras, em vez de simplesmente matá-los todos.
Salmanaser conquistou todo o país de Taidu [en] a Irridu [en], do Monte Casiar a Eluate e das fortalezas de Sudu e Harranu a Carquemis no Eufrates. Construiu palácios em Assur e Nínive, restaurou o "templo mundial" em Assur (Eursagkurkurra) e fundou a cidade de Kalú (a bíblica Ninrude). Foi sucedido por seu filho Tuculti-Ninurta I.

## Funcionários do limu por ano
Funcionários anuais do limu que começam com o ano de adesão de Salmanaser I. A lista é parcialmente derivada de Freydank e McIntyre.  A ordem exata do limus mais antigo é conjectural, mas a ordem de Šerriya em diante é essencialmente fixa.
- 1265: Adadeumumlešir, filho de Sin-ašared
- 1264: Sulmanuasaredi (rei)
- 1263: Musabsiusibitti
- 1262: Bersumuiddina
- 1261: Abiili, filho de Assursumulesir
- 1260: Assuralikpana
- 1259: Adadesamsi, filho de Adadesumulesir
- 1258: Kidinsin, filho de Adadeteya
- 1257: Serriya (a encomenda daqui em diante é essencialmente fixa)
- 1256: Aššurkašid
- 1255: Aššurmušabši, filho de Iddinmer
- 1254: Aššurmušabši, filho de Anumušallim
- 1253: Qibiaššur filho de Šamašahadina
- 1252: Aššurnadinume
- 1251: Mušallimaššur
- 1250: Qibiaššur, filho de Ṣillimarduque
- 1249: Inapiaššurlišlim filho de Bābuaḫaiddina
- 1248: Berumumlešir, filho de Etepitašmete
- 1247: Aššur-dammiq, filho de Abiili
- 1246: Berbellite
- 1245: Istareris, filho de Šulmanuqarrad
- 1244: Lulaiu, filho de Adadšumuiddina
- 1243: Aššurkettiide, filho de Abiili
- 1242: Ekaltayu
- 1241: Aššurdãissunu, filho de Ululayu
- 1240: Rišadade
- 1239: Nabubelauur
- 1238: Usatmarduque
- 1237: Ellilašared
- 1236: IttabšidenAššur
- 1235: Ubru